# Ato de Sucessão à Coroa Sueca
O Ato de Sucessão à Coroa Sueca, ou successionsordningen, é uma lei que faz parte da Constituição sueca. Foi adotado pelo Riksdag dos Estados em 26 de setembro de 1810, e que regula o direito dos membros da Casa dos Bernadotte na sucessão ao trono sueco.

## História
O Ato de Sucessão foi adotada pelo Riksdag dos Estados sediado em Örebro em 1810, após a nomeação de João Batista Bernadotte, como o herdeiro do rei Carlos XIII. Isto aconteceu no final de um período tumultuoso para a Suécia, já que no ano anterior o rei Gustavo IV Adolfo tinha sido forçado a abdicar e foi substituído pelo seu tio Carlos. Ao mesmo tempo, a Guerra finlandesa estava tinha chegado ao fim e a Finlândia, uma parte da Verdadeira Suécia, foi conquistada pela Rússia. A Constituição de 1772 foi abolida e o poder foi devolvido ao Parlamento pelo novo Instrumento de Governo, aprovado em 6 de junho de 1809. De 1814 a 1905, a Lei de Sucessão também regulamentou a sucessão ao trono norueguês, devido à união da Suécia e Noruega.

## Disposições
O ato prevê que o Monarca e a Família Real devem pertencer à "pura fé evangélica", ou seja, à Igreja da Suécia, e que a descendência real deve ser totalmente sueca. O herdeiro do trono não pode casar com estrangeiros ou embarcar em viagens sem o consentimento do monarca. Ele ou ela também é impedido de se tornar Chefe de Estado em outro país, seja por eleição ou casamento, sem o consentimento do monarca e do Governo, pelo que, caso assim for, será desprovido de todos os direitos de sucessão seus e dos seus herdeiros.

## Reformas
Em 1980, a lei de sucessão foi alterada a partir de uma sucessão agnática para uma sucessão de primogenitura. Isto significa que o filho mais velho do monarca, independentemente do sexo, é o primeiro na linha de sucessão. Isto fez da com que a princesa Vitória, nascida em 1977, passasse na frente de seu irmão o príncipe Carlos Filipe, que tinha nascida em 1979. Ao mesmo tempo, os direitos de sucessão ao trono foram restritos a Carlos XVI Gustavo e seus descendentes. No entanto, um adendo especial foi feita para seu tio o príncipe Bertil, Duque da Halândia, para que ele se tornasse terceiro na linha de sucessão (e, depois do nascimento da princesa Madalena em 1982 e até à sua morte em 1997, como quarto). Em 1995, as mudanças em outras leis da Constituição baixaram a idade de maturidade de 25 para os 18 anos, a mesma idade que a maturidade funcional. Isto significa que Vitória era capaz na idade de 18 anos de atuar como regente no lugar do seu pai quando ele estava fora do país.